# Limbo (langage)
Pour les articles homonymes, voir Limbo.
Le langage de programmation Limbo a été créé vers 1995 par Rob Pike, Sean Dorward, Phil Winterbottom avec l'aide de Dennis Ritchie pour le système d'exploitation Inferno.
C'est un langage hybride empruntant des fonctionnalités au C, au Pascal, au Alef de Winterbottom, au CSP de Tony Hoare et au Newsqueak de Robert Pike.
Le Limbo est un langage qui a été initialement conçu pour Inferno. Le compilateur Limbo génère des objets qui sont interprétés par la machine virtuelle Dis. Ces objets sont exécutables sur n'importe quelle plateforme disposant de Dis. À l'exception de la machine virtuelle, Inferno est intégralement écrit en Limbo.
Le Limbo est cité dans le livre de Dan Brown Forteresse digitale. Dans l'intrigue, il sert à écrire un pisteur pour retrouver l'adresse d'un compte de messagerie électronique.

## Un exemple de code: unHello world
```
 
implement
 
Command
;

 

 
include
 
"sys.m"
;

     
sys
:
 
Sys
;

 

 
include
 
"draw.m"
;

 

 
include
 
"sh.m"
;

 

 
init
(
nil
:
 
ref
 
Draw
->
Context
,
 
nil
:
 
list
 
of
 
string
)

 
{

     
sys
 
=
 
load
 
Sys
 
Sys
->
PATH
;

     
sys
->
print
(
"Hello World!
\n
"
);

 
}

```

### Livres
- Programming in Limbo de Rob Pike et Sean Dorward, 1997.
- Inferno Programming With Limbo de Phillip Stanley-Marbell, 2003.